# Gruppe von Karlsruhe 66/140

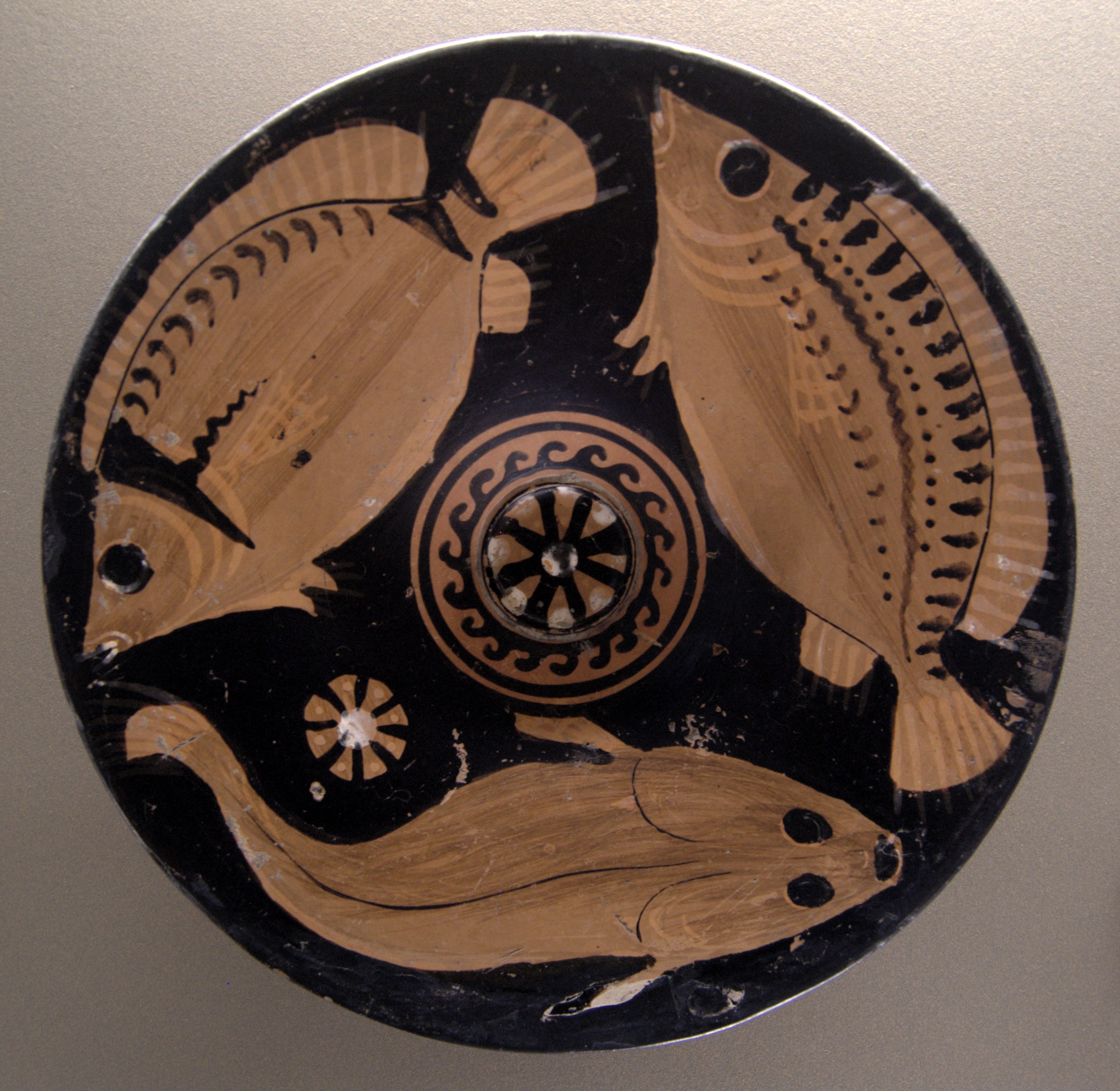
Fischteller im Louvre

Als Gruppe von Karlsruhe 66/140 wird eine Gruppe apulischer Vasenmaler des dritten Viertels des 4. Jahrhunderts v. Chr. bezeichnet.

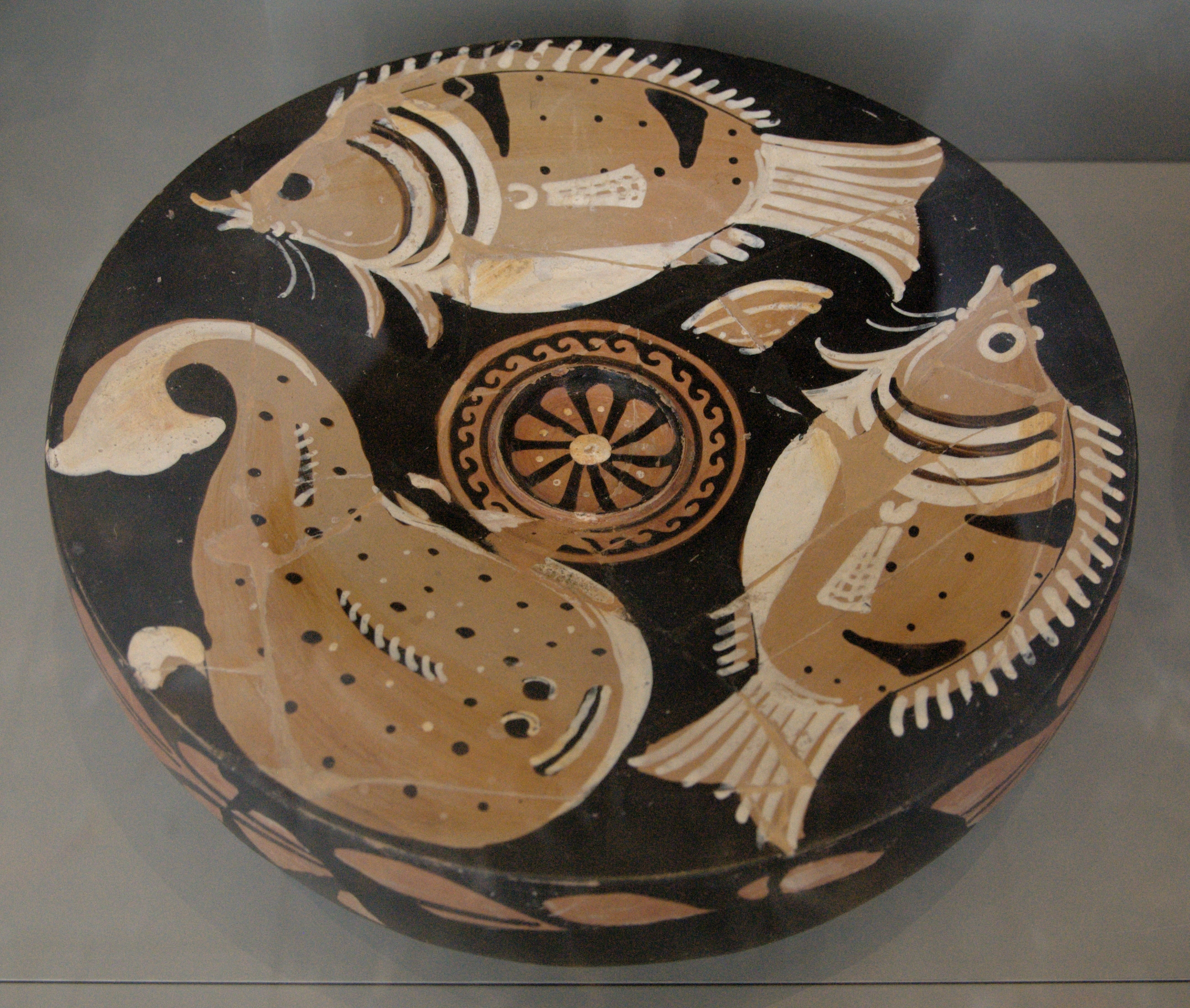
Fischteller in der Berliner Antikensammlung

Ihren Notnamen erhielt die Gruppe von Karlsruhe 66/140 aufgrund eines ihr zugeordneten Fischtellers mit der Inventarnummer 66/140 im Badischen Landesmuseum in Karlsruhe. Die Dareios-Unterwelt-Werkstatt, der sie zugeordnet werden, gilt als die Manufaktur, die die qualitätvollsten Arbeiten rotfiguriger apulischer Vasen der entsprechenden Zeit produziert hatte. Die Gruppe von Karlsruhe 66/140 bemalte in erster Linie Fischteller, von denen sich allein neun im Rahmen eines geschlossenen Grabfundes in der Antikensammlung Berlin befinden. Wichtigster Künstler war ein Maler gleichen Namens, der möglicherweise auch einziger Künstler der Gruppe war.